# آنومالی گل۱
آنومالی گل۱ یک اندیس فلزی است که در حوالی شهر سیه چشمه استان آذربایجان غربی قرار دارد و مادهٔ معدنی موجود در آن، طلا است.  در این اندیس، پاراژنز‌های زیرکن، آپاتیت، پیریت، لوکوکسن، سینابر، باریت، کوولیت، فلوریت، شئلیت، هماتیت، کرومیت یافت می‌شوند.